# Echinosphaeridium
Echinosphaeridium é uma Gênero de alga da Família Micractiniaceae.